# 中原師守
中原 師守（なかはら の もろもり）は、南北朝時代、北朝に仕えた官人。南北朝時代の最重要史料の一つである日記『師守記』（重要文化財）の著者。

## 略歴
大外記中原師右の子として誕生。兄の大外記中原師茂は、外記（朝廷の事務方・書記方）の首位である局務を務めた。正確な生年は不明だが、兄の生年が正和元年（1312年）であるから、それ以後である。中原氏は10世紀の明経博士中原有象を氏祖とする学者の名門で、本流が明経道（儒学）を家学とし、傍流が明法道（法学）を家学とした。本流明経道の系統は、（有象を初代として）第7代当主の中原師尚の子の代で、第8代当主師綱とその弟師重の流に分かれたが、師守は師重の玄孫（孫の孫）に当たる。
『外記補任』によれば、大炊頭を経て、建武政権では建武2年（1335年）権少外記となる。
南北朝の内乱では北朝に属し、建武4年（1337年）に雅楽頭を兼任、暦応元年（1338年）に少外記に転じ、雅楽頭を辞し、主計権助を兼任。これ以降『外記補任』には記載されない。のち、記録所寄人。また、後世の系図である『系図纂要』所収『中原系図』では、院上北面、明経道の直講、助教、明経博士に登り正五位上となったと伝承されている。
官人としては、局務である兄の師茂の補佐に努めた。
没年も不明だが、『外記補任』応安3年（1370年）の嫡子の師豊について「故主税頭師守男」と注されているため、この時までには没していたと考えられる。
その日記『師守記』は、北朝の朝儀・公事のみならず、南北朝時代の朝廷・武家の政治や軍事、また社会一般の出来事を広く記録しており、同時代における第一級史料の一つである。平成16年（2004年）6月8日に重要文化財に指定された。
師守の後裔は押小路家を称し、子孫数代は大外記に任じられたが、室町時代末期に絶えた。なお、中原氏宗家も後に押小路家を名乗るが、それとは同名別家である。